# Sanowag 5R
5R – wagon towarowy, przeznaczony do przewozu ładunków płynnych. W 1949 roku opracowano projekt cysterny 73W, która później otrzymała oznaczenie 5R. Projekt opracowało Centralne Biuro Konstrukcyjne Nr 1. Została zaprojektowana do przewozu stężonego kwasu siarkowego. Typ 6R różnił się tym, że nie był wyposażony w ogrzewanie zbiornika i załadunek odbywał się tylko przez górny właz. Z kolei w odmianie 5R/1 produkowanej od 1958 roku znormalizowano części biegowe oraz wprowadzono zmiany w systemie hamulcowym i kosmetyczne jak drabinka na pomost hamulcowy.
| Typ        | Producent                         | Lata produkcji | ilość egzemplarzy | źródło |
| ---------- | --------------------------------- | -------------- | ----------------- | ------ |
| 5R (73W)   | Sanocka Fabryka Wagonów „Sanowag” | 1950-51        | 269               | [ 1 ]  |
| 5R (73W)   | Fabryka Wagonów Świdnica          | 1954-1955      | 52                | [ 1 ]  |
| 5R/1       | ZNTK Elbląg                       | 1958-1959      | 312               | [ 1 ]  |
| 6R (73W/3) | Sanocka Fabryka Wagonów „Sanowag” | 1951           | 15                | [ 1 ]  |